# Idrætshøjskolen Bosei
Idrætshøjskolen Bosei er en dansk folkehøjskole i Faksinge skov ved Præstø på Sydsjælland.
Idrætshøjskolen Bosei startede i efteråret 2009. Bygninger i Faksinge skov blev overdraget fra en japansk kostskole Tokai University Boarding School in Denmark, tilknyttet Tokai University i Japan.
I efteråret og foråret er der lange kurser med faste linjer med Idræt: Boldspil, Health & Fitness og Vandsport. Der er undervisning i Kampsport (judo, taekwondo og karate) og så er der hovedlinjer i følgende fag: Japansk, Koreansk, Politi, eSport og Outdoor.
På de lange kurser er også en lang liste med forskellige valgfag, som man kan vælge.
Skolen tager hvert år på studietur til Japan, Korea samt sports og skirejse.
Skolen har egen have hvor den på bæredygtig vis får en masse friske og sunde grøntsager.
På skolen er der faciliteter til forskellige former for idræt og til undervisning i østasiatisk kultur. Der er blandt andet:
- Svømmehal
- Idrætshal
- Dojo
- Budosal
- Buddhistisk tempel
- Fodboldbane
- Formningslokale
- Musiklokale
- Teceremoni-rum